# Rhopalostyla
Rhopalostyla is een geslacht van kevers uit de familie van de loopkevers (Carabidae). De wetenschappelijke naam van het geslacht is voor het eerst geldig gepubliceerd in 1850 door Chaudoir.

## Soorten
Het geslacht Rhopalostyla is monotypisch en omvat slechts de volgende soort:
- Rhopalostyla virgata (Motschulsky, 1844)